# Min karusell
Min karusell är ett samlingsalbum av Linda Bengtzing från 2011.

## Låtlista
1. Hur svårt kan det va?
2. Värsta schlagern
3. Alla flickor
4. Varför gör du som du gör? (med Brolle)
5. Jag ljuger så bra
6. E det fel på mej?
7. Män i uniform
8. Victorious (med Velvet)
9. Not That Kind of Girl
10. Kärlekens barn
11. Alla flickor (karaoke)
12. Hur svårt kan det va? (karaoke)
13. Jag ljuger så bra (karaoke)
14. Värsta schlagern (karaoke)

## Listplaceringar
| Lista (2011) | Topplacering |
| ------------ | ------------ |
| Sverige      | 14           |

### Fotnoter
1. ↑  ”Min karusell”. Svensk mediedatabas. 18 juni 2011. http://smdb.kb.se/catalog/id/002725974. Läst 30 juli 2012.
2. ↑  ”Min karusell”. Swedischarts. 18 juni 2011. https://swedishcharts.com/showitem.asp?interpret=Linda+Bengtzing&titel=Min+karusell+%2D+En+samling&cat=a. Läst 30 juli 2012.